# الأفاعي الضاربة (المرآة السوداء)
الأفاعي الضاربة Striking Vipers هي الحلقة الأولى من سلسلة الخيال العلمي المرآة السوداء". كتبها مبدع السلسلة تشارلي بروكر وأخرجها أوين هاريس. تم إصدار الحلقة على نتفليكس، مع بقية السلسلة الخامسة، في 5 يونيو 2019.
تتبع الحلقة صديقين قديمين، داني باركر (أنثوني ماكي) وكارل هوتون (يحيى عبد المتين الثاني)، يعيدان التواصل من خلال لعبة قتال بالواقع الافتراضي. يبدآن في ممارسة الجنس الافتراضي داخل اللعبة، مما يؤثر على زواج داني مع ثيو (نيكول بيهاري). الحلقة تضم طاقم تمثيل رئيسي بالكامل من السود وتم تصويرها في البرازيل. نشأت قصتها من فكرة عن علاقة غرامية في مكان العمل في الواقع الافتراضي حيث لا يعرف أي من الزملاء هوية الآخر.
حدد النقاد مرونة الجنسية والجندر، والخيانة، والحب، والصداقة كموضوعات رئيسية؛ تثير الحلقة تساؤلات حول ما إذا كان داني وكارل مثليين وما إذا كانت علاقتهما تُعتبر خيانة. انقسم النقاد حول ما إذا كانت الحلقة تعالج هذه الموضوعات بطريقة مثيرة للاهتمام، وبعضهم وجدها أقل جودة من حلقة "سان جونيبيرو" في السلسلة الثالثة، التي تُظهر أيضًا علاقة مثلية في الواقع الافتراضي. تم الإشادة بالتمثيل والإخراج بشكل عام، رغم أن بعض النقاد وجدوا أن الشخصيات تفتقر إلى العمق.